# Eichendorff-Zentralbibliothek
Die Deutsch-Polnische Joseph-von-Eichendorff-Caritas-Zentralbibliothek (polnisch Centralna Biblioteka Polsko-Niemiecka Caritas im. Josepha von Eichendorffa) in der Altstadt von Opole (Oppeln) ist eine kirchliche Einrichtung des römisch-katholischen Bistums Opole, bzw. der Caritas, die im Jahr 2000 durch Erzbischof Alfons Nossol eingeweiht wurde.

## Ziele und Aufgaben
Die deutsch-polnische Büchereitätigkeit in Oppeln versteht sich als eine Einrichtung in der Tradition des Borromäusvereins und seiner Büchereien. Sie wurde von Erzbischof Alfons Nossol 1989 ins Leben gerufen. Ziel ist es, den auf dem Gebiet der Diözesen Oppeln und Gleiwitz lebenden Deutschen und Polen zu helfen, dass durch gute Medien die schmerzhafte Vergangenheit beider Volksgruppen versöhnend überwunden wird. Dazu werden auch Büchereibusse für die deutsche Minderheit im Oppelner Schlesien eingesetzt, die den Unterricht in den bilingualen Kindergärten und Schulen unterstützen und Lektüreangebote für die Minderheit machen sollen. Für den Deutschunterricht gibt es kostenlose Bücherpakete mit Bilderbüchern und Büchern für den Erstleseunterricht. Die Caritasbüchereitätigkeit ist bemüht, eine Lücke zu füllen und den Menschen durch den Zugang zu sachgerechten Medien zu helfen, viele Vorbehalte und Stereotype zu überwinden.

## Neubau
Die Caritas Büchereitätigkeit begann im Jahr 1992 mit acht Regionalbibliotheken und zwei Bücherbussen. Als sich herausstellte, dass eine Koordinierungsstelle notwendig war, konnte von der Oppelner Stadtverwaltung eine Hausruine in der Hospitalstraße erworben werden. Von 1997 bis 2000 wurde der bestehende Bau saniert und nach einem Entwurf des Architektenehepaars Domicz zusätzlich ein ergänzender Neubau errichtet. Der angeschrägte Sichtbetonbau soll an ein herausgezogenes Buch erinnern und ist über ein gläsernes Foyer mit dem Altbau verbunden. Die Finanzierung des 1.200.000 Złoty teuren Projektes erfolgte durch die Stiftung für deutsch-polnische Zusammenarbeit, die Bundesregierung und zahlreiche Sponsoren. 
Die Einweihung der Bibliothek erfolgte am 23. Mai 2000 durch Erzbischof Alfons Nossol. Er nannte die Bibliothek ein „Haus des verkörperten Geistes“, das die Stadt Opole bereichert.

„Das neue Haus wird zur Ausweitung einer Kultur der versöhnenden Verschiedenheit beitragen. Die Bibliothek wird helfen, alle Kulturdimensionen des Landes besser wahrzunehmen. Sie ist ein Beweis für eine anbahnende Universalität im Lande und ein mutiger Blick in die Zukunft.“

Zum Patron der Zentralbibliothek sei Joseph von Eichendorff auserwählt worden, denn 

„Eichendorff sammelte deutsche, polnische und mährische Lieder und Erzählungen und verflocht sie zu einer Einheit versöhnter Dreikulturität. Diese zeichnet den besonderen, ungewöhnlichen und universalen Reichtum unserer Lande aus. Genauso wie die Oder – sie gehört drei Ländern und fließt in das schon ganz weite europäische Meer. Eichendorffs Poesie voller Farben und Töne kann versöhnend wirken und dazu beitragen, dass unser Kontinent wieder ein wahres, christliches Gesicht erhält“

## Geschichte
Im März 2011 wurde in der Caritas-Bibliothek ein Methodikzentrum und eine Mediothek eröffnet. Zum Bestand gehören 180 CDs und DVDs und 607 Bücher, die vom Goethe-Institut gestiftet wurden.